# Lengyel István (építész)

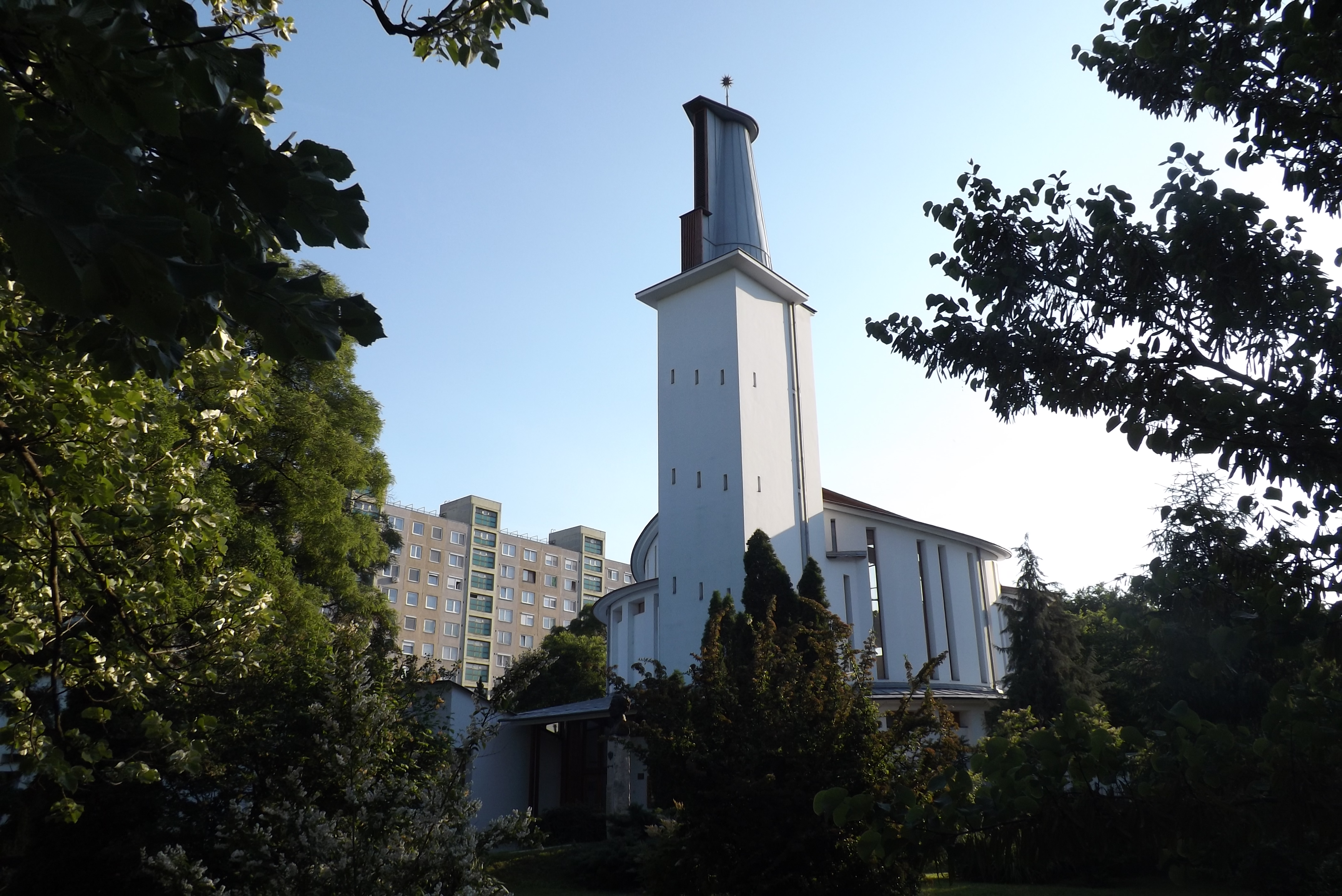
Debrecen, Tócóskerti református templom

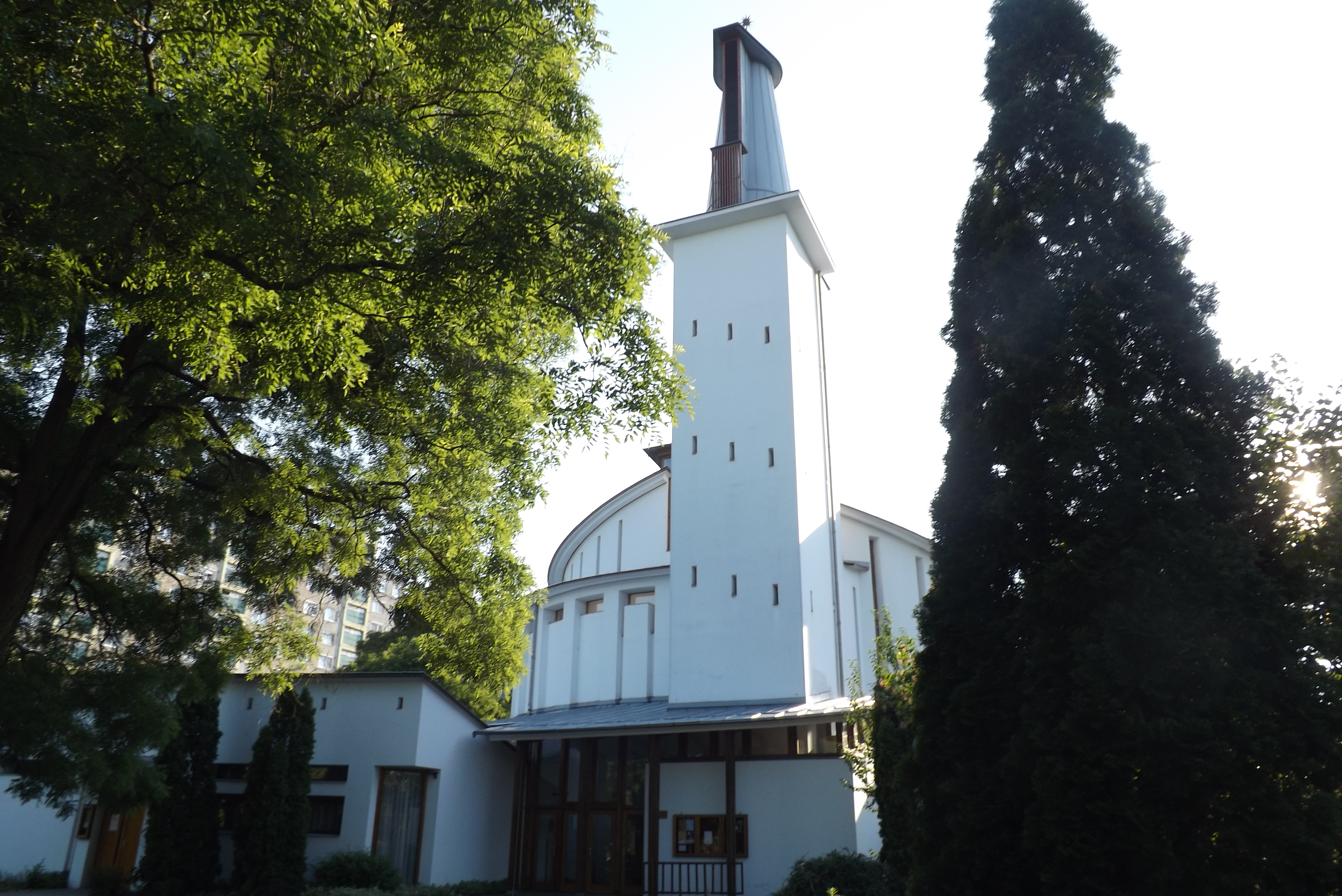
Debrecen, Tócóskerti református templom

Lengyel István (Mátészalka, 1955 –) Ybl Miklós-díjas magyar építész.

## Élete
1955-ben született Mátészalkán. 1976-1981 között a Budapesti Műszaki Egyetem Építészmérnöki Kar, majd 1984-1986 között a Magyar Építőművészek Szövetsége Mesteriskola elvégzése után 1981-től a Keletmagyarországi Tervező Vállalat (KELETTERV) tervezője lett Debrecenben.
1991-ben Ybl Miklós-díjat kapott a Nyíregyházán felépült - szerkezetében, anyaghasználatában és megjelenésében eklektikus felfogású Hungária Biztosító épületéért; melynek "L" alakú, gótikus lakóházra emlékeztető vertikális tagolású sarokrésze tégla kitöltő falazattal készült és kétoldalt a tömb lezárásaként megismétlődik, modern monolit beton árkádokat és a felettük horizontálisan elhelyezkedő két sor ablakot fog közre.

## Tervei
- 1986 - Megyei Könyvtár és MTESZ Székház beépítési terve, Debrecen
- 1984 - Gyermekkórház, Algír [vezető tervező: Farkasdy Zoltán]
- 1989 - Tömb-rehabilitációs terv [Mohácsi István], Mátészalka

## Pályázatok
- 1980 - Nyírbátori városközpont rehabilitációja [Juhari Katalin, Fekete Antal, Sugár Péter]
- 1982 - Miskolc városközpont rehabilitációja [Boruzs Bernát, Kováts András]
- 1988 - Új Szabadidő- és Idegenforgalmi Központ [Kertai László, Kiss Imre, Mohácsi István].
- Tervei jelennek meg a Magyar Építőművészetben [1999/4., 1999/5., 1999/6.]

## Főbb művei
- 1987 - Hungária Biztosító Székháza, Nyíregyháza
- 1987-1988 - Piac, Mátészalka
- 1989 - Filagória, Debreceni Akadémiai Bizottság Székháza Debrecen
- 1995 - Református templom, Mátészalka, Posta Nyírbátor
- 1990-től - Széchenyi-kerti református templom
- 1997-ben - Tócóskerti református templom, Debrecen